# John G. Milton
John G. Milton (Jersey City, 1881. január 21. – Jersey City, 1977. április 14.) az Amerikai Egyesült Államok szenátora (New Jersey, 1938).